# Olof Bäckström (präst)

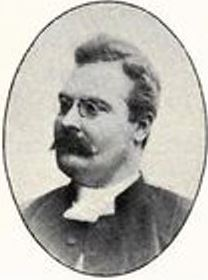
Olof Bäckström.

Olof Bäckström, född 7 oktober 1862 i Ramsjö socken, Gävleborgs län, död 16 januari 1939 i Arbrå församling, Gävleborgs län
, var en svensk präst.
Bäckström, som var son till mjölnaren Olof Bäckström och Greta Persdotter, blev efter studier vid Fjellstedtska skolan student vid Uppsala universitet 1885, avlade teologisk-filosofisk examen 1886, teoretisk teologisk examen 1889, praktisk teologisk examen 1890 och prästvigdes 1890. Han blev komminister i Österlövsta församling 1893, predikant vid Lövstabruk 1895, kyrkoherde i Håtuna församling 1909, kontraktsprost i Håbo kontrakt 1916 samt var kyrkoherde i Arbrå församling 1919–1934 och kontraktsprost i Voxnans kontrakt 1921–1933.
Bäckström utgav In memoriam. Präster i Uppsala ärkestift avlidna mellan prästmötena 1921–1927. Minnesteckningar (1928).
Han ligger begravd på Skogskyrkogården i Stockholm.
- Wikiquote har citat av eller om Olof Bäckström.